# Chiara Appendino
Chiara Appendino (Moncalieri, 12 de junho de 1984) é uma política italiana membro do Movimento 5 Estrelas. 
Depois ter feito estudos humanisticos e ter-se formada em Economia internacional e management, trabalhou de 2007 até 2010 como controller pelo Juventus Football Club.
Em 19 de junho de 2016 ganhou as eleições municipais tornando-se prefeita de Turim, derrotando o candidato do centro-esquerda Piero Fassino. 